# Gaia Traballi
Gaia Traballi (Milano, 5 febbraio 1997) è una pallavolista italiana, schiacciatrice della Pallavolo Scandicci Savino Del Bene.

## Biografia
Nata a Milano, figlia di Stefano Traballi e Daniela Righi ha un fratello minore, Giacomo.
Consegue il diploma superiore presso il Liceo Stefano Maria Legnani e prosegue gli studi fino a conseguire la Laurea Magistrale in Scienze motorie e sportive.

## Carriera

### Club
Ha incominciato a muovere i primi passi nella realtà pallavolistica locale della Polisportiva Giovanile Senago dal 2005 al 2010, continua poi nel settore giovanile giocando  dal 2010 al 2015 nel Pro Victoria Pallavolo del Vero Volley Monza.
Nella stagione 2015-16 partecipa al campionato di Serie B1 con la squadra Pro Patria Milano.
Dal 2016 al 2017 si trasferisce negli Stati Uniti d'America per giocare nella St. John's University of New York, ha giocato in tutti i 116 set e ha iniziato ogni partita per i Red Storm, ha guidato la squadra con 377 attacchi, 3,25 attacchi per set e 246 difese, ha prodotto 70 muri totali e 20 ace ed è stata nominata BIG EAST Freshman of the Week (14 novembre) e si è guadagnata un posto nell'albo d'onore settimanale della conference (7 novembre).
Dal 2020 al 2023 gioca per la 3M Pallavolo Perugia conquistando nel 2022 la promozione dalla Serie B1 alla Serie A2 (pallavolo femminile).
Dal 2023 al 2024 gioca nel campionato di Serie A2 per le Black Angels Perugia Volley Bartoccini Fortinfissi, conquistando la vittoria della Coppa Italia  e la promozione in Serie A1.  
Dal 2025 gioca per le Black Angels Perugia Volley di Bartoccini MC Restauri in Serie A1 (pallavolo femminile)

### Beach volley
Esordisce in Nazionale Giovanile nel 2014 con la convocazione al Campionato Europeo under 18; a questa convocazione seguono in ordine cronologico:
- Campionato Europeo under 20 nel 2015;
- Campionati mondiali di beach volley under 21 nel 2016[7];
- Campionati europei di beach volley under 20  nel 2016 vincendo la medaglia d'argento;[8]
- Campionati mondiali di beach volley under 21 nel 2017;[9]
- Campionati europei di beach volley under 22 nel 2018;[10]

Nel  2018  si afferma nel panorama del Beach volley, in coppia con Agata Zuccarelli, conseguendo i seguenti titoli:
- Medaglia d'argento al World Tour 2 stelle[11] di Nantong[12];[13]
- Medaglia d'argento al Campionato Italiano Assoluto.

Nel 2019 vince la medaglia d'argento al World Tour 1 stella  di Alba Adriatica.

## Palmarès

### Altre competizioni
- Medaglia d'argento al World Tour 2 stelle[11] di Nantong[12];[13]nel 2018;
- Medaglia d'argento al Campionato Italiano Assoluto nel 2018;
- Medaglia d'argento al World Tour 1 stella  di Alba Adriatica[14] nel 2019.